# Padenodes cuprizona
Padenodes cuprizona là một loài bướm đêm thuộc phân họ Arctiinae, họ Erebidae.